# Luna (přírodní památka)
Luna je přírodní památka v okrese Tábor. Nachází se v Táborské pahorkatině, na stráni nad Kozským potokem, na severovýchodním okraji města Sezimovo Ústí.
Předmětem ochrany je slunná jižně orientovaná stráň se suchomilnými travinnými a květnatými společenstvy i společenstvy skalních štěrbin, herpetofaunou a entomofaunou.

## Mykologie
Mezi vzácné houby, rostoucí na území přírodní památky Luna, patří voskovka citronová (Hygrocybe chlorophana) nebo palečka zimní (Tulostoma brumale). Kromě nich lze na lokalitě najít i množství dalších druhů, především voskovek - voskovka panenská (Cuphophyllus virgineus), voskovka luční (Cuphophyllus pratensis) nebo šťavnatek například šťavnatka tečkovaná (Hygrophorus pustulatus), šťavnatka pomrazka (Hygrophorus hypothejus).

## Flóra
V prostoru přírodní památky dominují sušší luční porosty, tvořené především ovsíkem vyvýšeným (Arrhenatherum elatius), smělkem jehlancovitým a bojínkem tuhým (Phleum phleoides). Dále se zde objevuje válečka prapořitá (Brachypodium pinnatum), divizna knotkovitá (Verbascum lychnitis), hadinec obecný (Echium vulgare), sléz velkokvětý (Malva alcea), starček přímětník (Senecio jacobaea), řepík lékařský (Agrimonia eupatoria), pavinec horský (Jasione montana), chrastavec rolní (Knautia arvensis) i čičorka pestrá (Securigera varia).
Pěšinu při horním okraji lokality lemují osívka jarní (Erophila verna), huseníček rolní (Arabidopsis thaliana), mochna jarní (Potentilla verna), hvozdík kropenatý (Dianthus deltoides) a vzácně i hvozdíček prorostlý (Petrorhagia prolifera) nebo ohrožený rozrazil rozprostřený (Veronica prostrata). Hojná je třezalka tečkovaná (Hypericum perforatum) a různé druhy chrp - chrpa luční (Centaurea jacea), chrpa čekánek (Centaurea scabiosa), chrpa latnatá (Centaurea stoebe). Objevují se tu také všechny tři druhy jahodníku - jahodník obecný (Fragaria vesca), jahodník trávnice (Fragaria viridis) a jahodník truskavec (Fragaria moschata), několik druhů svízele - svízel nízký (Galium pumilum), svízel bílý (Galium album), svízel syřišťový (Galium verum), svízel pomořanský (Galium ×pomeranicum), devaterník velkokvětý (Helianthemum grandiflorum) a rozchodník šestiřadý (Sedum sexangulare). Skalní štěrbiny ve stráni využívá kapradina sleziník severní (Asplenium septentrionale).
Naopak podél potoka rostou vlhkomilné trávy - zblochan vodní (Glyceria maxima) a chrastice rákosovitá (Phalaris arundinacea), z bylin dále kopřiva dvoudomá (Urtica dioica) a bršlice kozí noha (Aegopodium podagraria). Doplňují je olše (Alnus) i vrby (Salix), jejichž kmeny popíná chmel otáčivý (Humulus lupulus).

## Fauna
Chráněné území poskytuje útočiště především pro početný hmyz a jiné bezobratlé. Z hmyzu zde byly nalezeny především některé vzácné druhy motýlů. Typické motýly výslunných luk představují okáč bojínkový (Melanargia galathea), přástevník chrastavcový (Diacrisia sannio) a vřetenuška obecná (Zygaena filipendulae). K zástupcům brouků patří mandelinky (Coptocephala rubicunda) a (Sermylassa halensis), mandelinka trnitá (Hispa atra), krytohlav hedvábitý (Cryptocephalus sericeus), květomil žlutý (Cteniopus sulphureus), zlatohlávek zlatý (Cetonia aurata), zlatohlávek tmavý (Oxythyrea funesta), tesařík černošpičký (Stenurella melanura), tesaříci (Agapanthia intermedia, Stenurella bifasciata i Pseudovadonia livida) nebo krasec (Trachys fragariae). V nivě Kozského potoka žijí například rákosníček obecný (Donacia semicuprea), mandelinka nádherná (Chrysolina fastuosa), mandelinka šťovíková (Gastrophysa viridula), mandelinka olšová (Plagiosterna aenea), štítonoš zelený (Cassida viridis), bázlivec olšový (Agelastica alni), z vážek pak motýlice lesklá (Calopteryx splendens) a motýlice obecná (Calopteryx virgo).
Nejčastějším druhem plazů je zde ještěrka obecná (Lacerta agilis Linnaeus), vzácně i zmije obecná (Vipera berus).